# Grande offensiva
La Grande offensiva (in turco Büyük Taarruz; in turco ottomano بیوك تعرض) è stata la più grande e ultima operazione militare della Guerra d'indipendenza turca, combattuta tra le forze armate turche fedeli al governo della Grande Assemblea Nazionale di Turchia, e il Regno di Grecia, ponendo fine alla guerra greco-turca. L'offensiva iniziò il 26 agosto 1922 con la battaglia di Dumlupınar. I turchi ammassarono circa 98 000 uomini, il numero più alto dall'inizio della guerra, per iniziare l'offensiva contro l'esercito greco composto da circa 130 000 uomini. Dal 31 agosto al 9 settembre il fronte si spostò di 300 km (190 mi) mentre le truppe greche si ritiravano. L'esercito turco non disponeva di veicoli a motore e le sue forze erano costituite da unità di fanteria e cavalleria mentre il supporto logistico era fornito da un sistema di rifornimento basato su carri trainati da buoi.
Le truppe turche raggiunsero il mare il 9 settembre con la riconquista di Smirne. L'operazione terminò il 18 settembre 1922 con la liberazione di Erdek e Biga. La sconcertante sconfitta causò un grande dissenso all'interno dell'esercito greco e una generale perdita del morale, che portò alla riluttanza di continuare a combattere. Numerose divisioni greche, inoltre, erano state circondate e distrutte come unità combattenti coese. Ciò significava che l'esercito greco aveva perso la sua capacità offensiva e non era in grado di organizzare una ritirata controllata, motivo che causò numerosi prigionieri greci di guerra.

## Progressione
L'offensiva iniziò con la battaglia di Dumlupınar, dove l'esercito turco sconfisse l'esercito greco in quattro giorni, aprendo la strada a una rapida offensiva. Dopo l'ordine di Mustafa Kemal Atatürk emesso nelle Forze della Grande Assemblea Nazionale della Turchia, la parte principale dell'esercito turco iniziò a muoversi verso Smirne e una forza secondaria iniziò a muoversi da Eskişehir verso Bursa. Il 7 settembre, Aydın, Germencik e Kuşadası caddero sotto il controllo turco. Il 16 settembre, le ultime truppe greche lasciarono Çeşme e due giorni dopo il III corpo greco lasciò Erdek. Il capo di stato maggiore britannico espresse la sua ammirazione per l'operazione militare turca.

## Galleria d'immagini

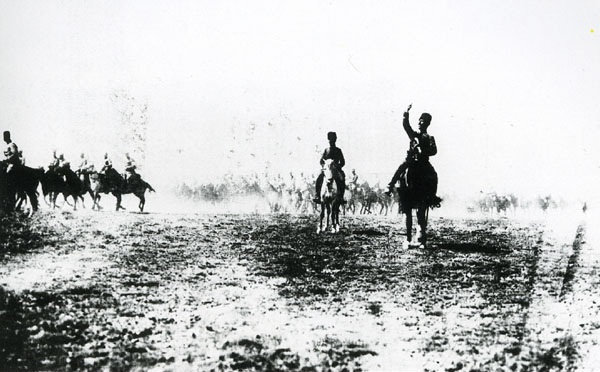
Cavalleria turca durante un'operazione di rastrellamento
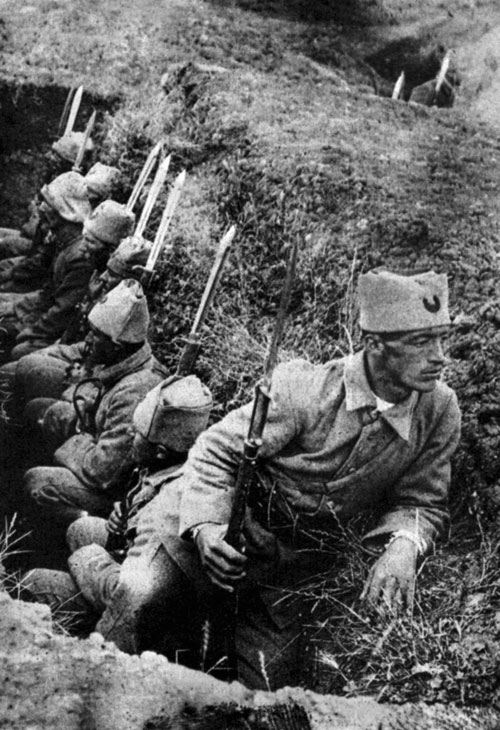
Fanteria turca in trincea
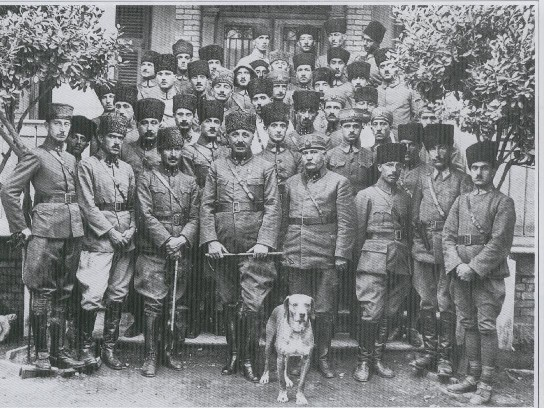
Fahrettin Altay e ufficiali del V Corpo di Cavalleria
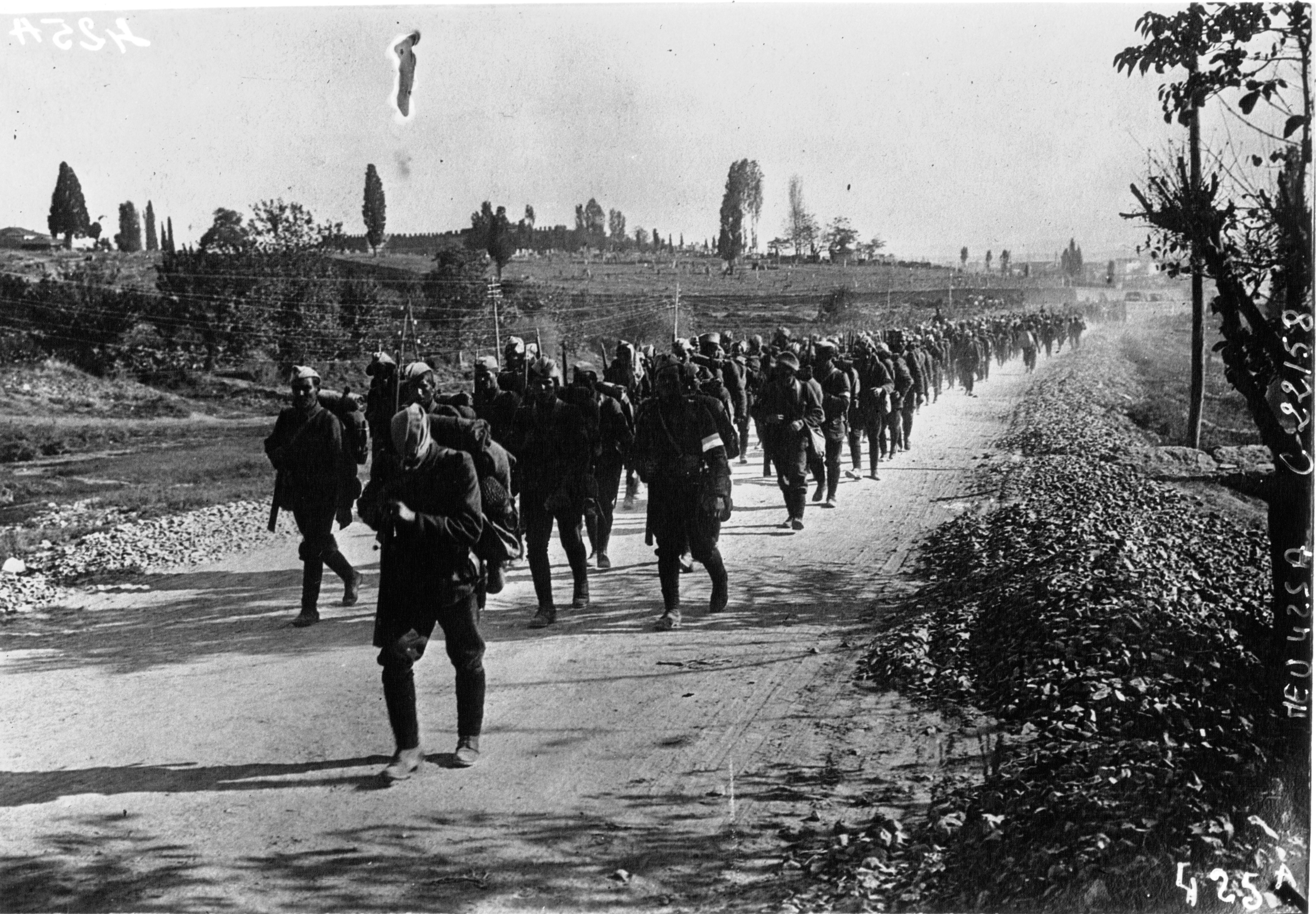
Soldati greci in ritirata
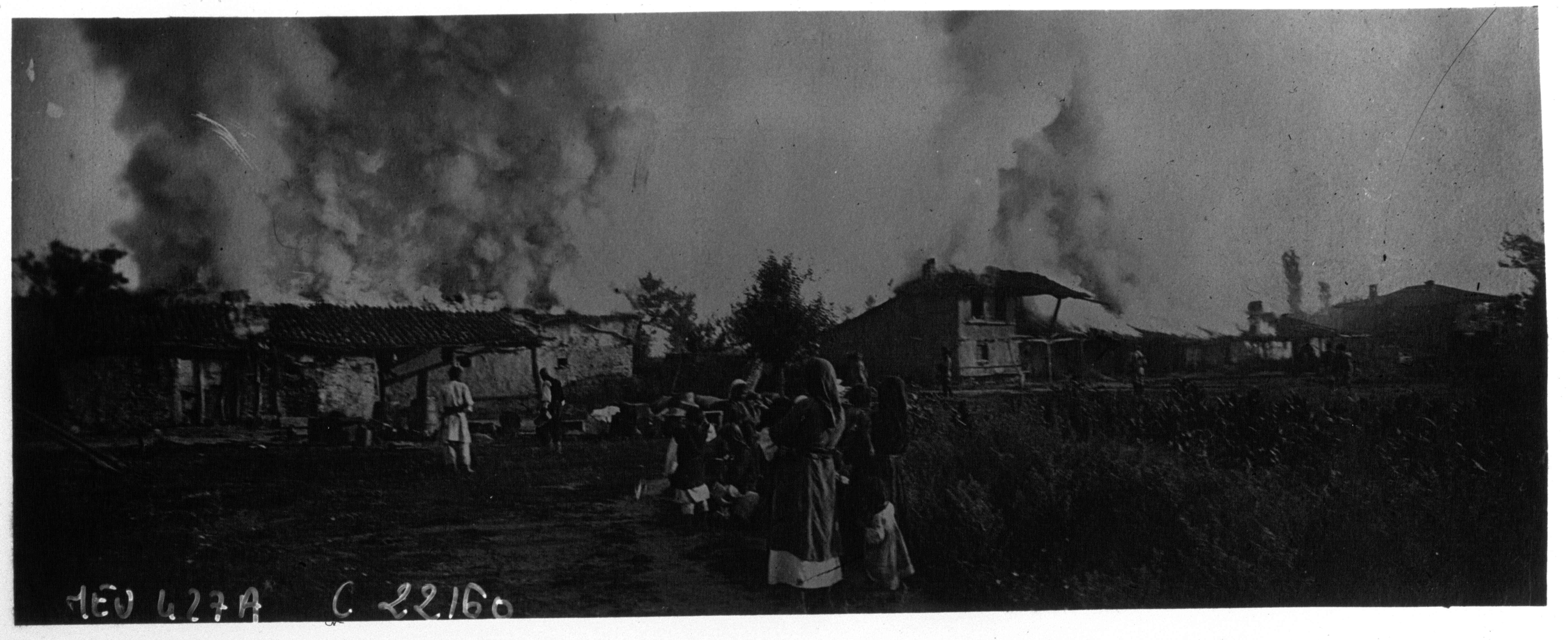
Un villaggio turco bruciato dalle truppe greche in ritirata
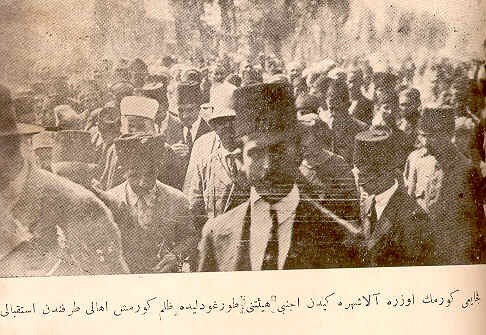
Ispezione della città bruciata di Turgutlu da parte di un gruppo di dignitari e giornalisti
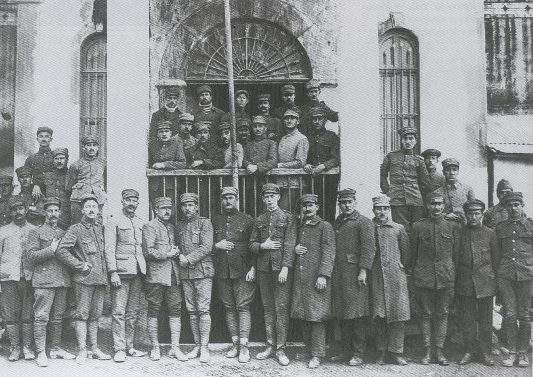
Ufficiali prigionieri di guerra greci ad Ankara
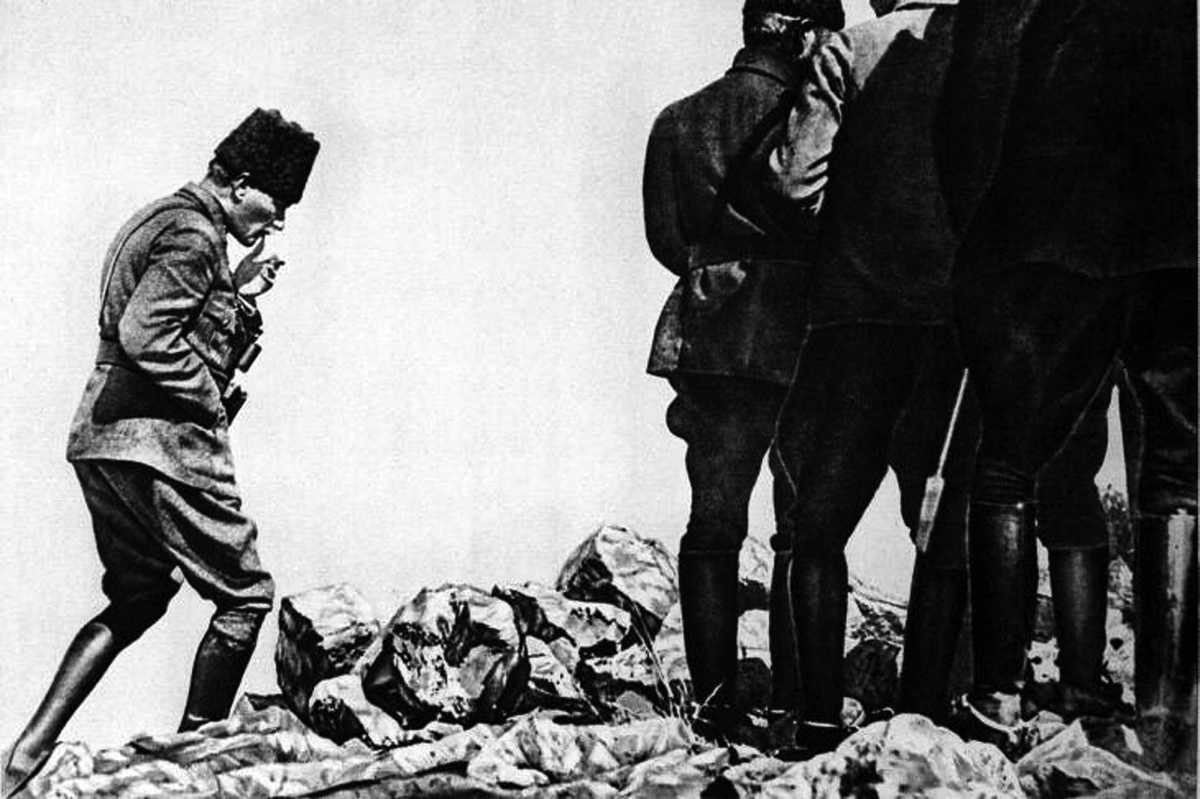
Mustafa Kemal Pasha alla collina di Kocatepe, Afyonkarahisar